# 浩口苗族仡佬族乡
浩口苗族仡佬族乡是中华人民共和国重庆市武隆区下辖的一个民族乡。

## 行政区划
浩口苗族仡佬族乡下辖以下村级行政区划单位：
浩口村、何家村、三汇村、接官村、邹家村和落心村。